# Facebook Credits

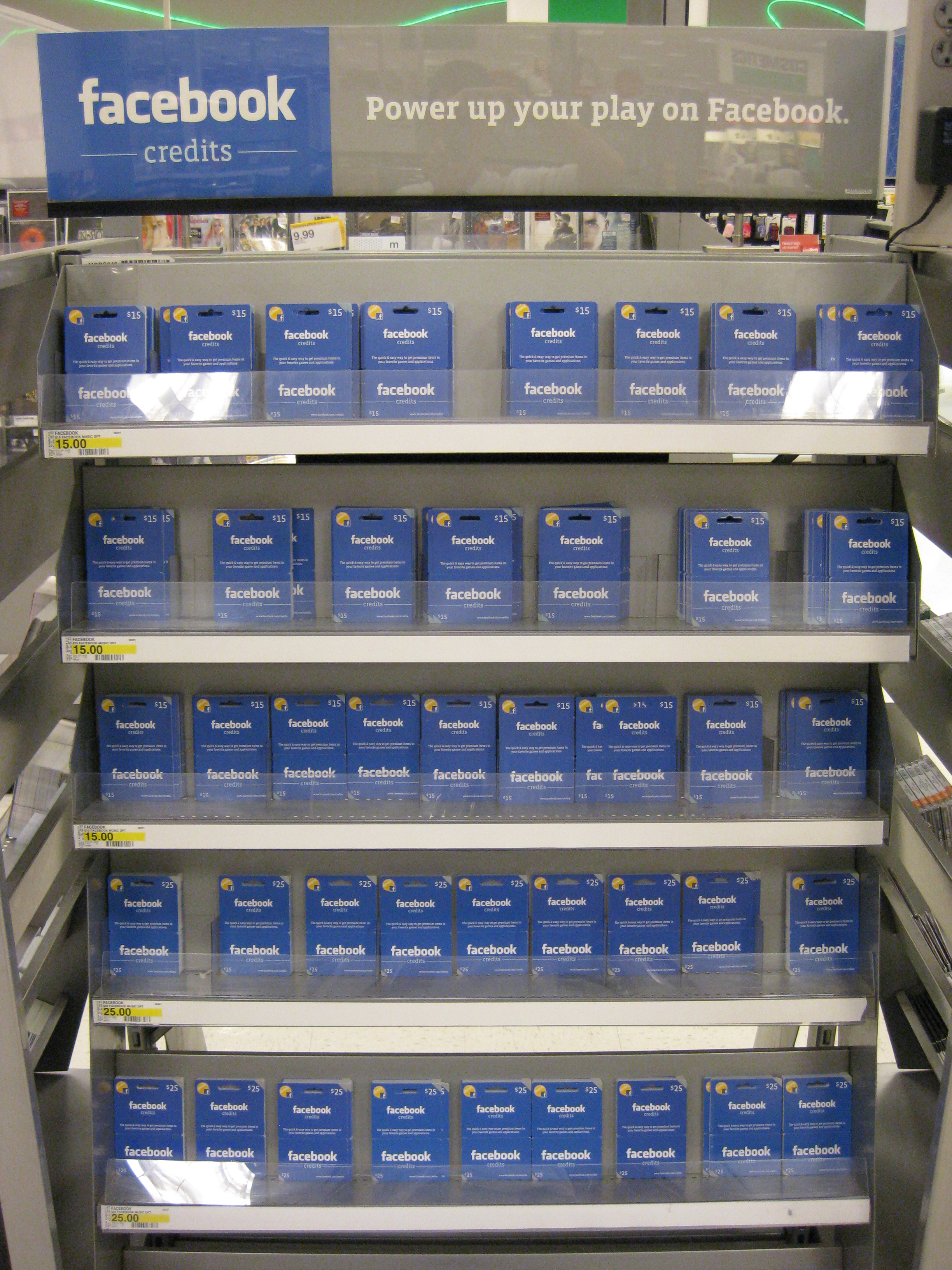
Продаж Facebook Credits у магазині в Колорадо-Спрінґс, вересень 2010.

Facebook Credits — віртуальні гроші, які дають можливість купувати товари в іграх і неігрових додатках на платформі Facebook. 10 кредитів Facebook еквівалентні одному доларові США.
Існували до 2013 року.